# Auchan 1-es busz (Debrecen)
A debreceni Auchan 1-es buszjárat a Helyközi autóbusz-állomástól indult és az Auchan Áruházig közlekedett. A Hajdú Volán üzemeltette. Helyét 2014-től átvette az A1-es járat.

## Útvonala
| Helyközi autóbusz-állomás – Auchan Áruház: |
| --- |
| - Helyközi autóbusz-állomás - Külsővásártér - Erzsébet utca - Petőfi tér - Wesselényi utca - Hajnal utca - Rakovszky Dániel utca - Nyíl utca - Hadházi út - Füredi út - Balmazújvárosi út - Auchan Áruház |

| Auchan Áruház – Helyközi autóbusz-állomás: |
| --- |
| - Auchan Áruház - Balmazújvárosi út - Füredi út - Hadházi út - Nyíl utca - Rakovszky Dániel utca - Hajnal utca - Wesselényi utca - Petőfi tér - Erzsébet utca - Külsővásártér - Helyközi autóbusz-állomás |

## Megállóhelyek

### Helyközi autóbusz-állomás - Auchan Áruház
| idő | megállóhely neve          |
| --- | ------------------------- |
| 0   | Helyközi autóbusz-állomás |
| 2   | MÁV-rendelő               |
| 4   | Nagyállomás               |
| 6   | Wesselényi utca           |
| 8   | Hajnal utca               |
| 10  | Benedek Elek tér          |
| 14  | Nyíl utca                 |
| 16  | Bem tér                   |
| 18  | Malompark                 |
| 20  | Füredi kapu               |
| 22  | Vízmű (Decathlon Áruház)  |
| 24  | Auchan Áruház             |

### Auchan Áruház - Helyközi autóbusz-állomás
| idő | megállóhely neve               |
| --- | ------------------------------ |
| 0   | Auchan Áruház                  |
| 2   | Vízmű (Decathlon Áruház)       |
| 5   | Domokos Lajos utca (Füredi út) |
| 7   | Malompark                      |
| 9   | Bem tér                        |
| 11  | Nyíl utca                      |
| 14  | Benedek Elek tér               |
| 16  | Hajnal utca                    |
| 18  | Wesselény utca                 |
| 20  | Nagyállomás                    |
| 22  | MÁV-rendelő                    |
| 24  | Helyközi autóbusz-állomás      |

## Járatsűrűség
A járatok 07:30 és 18:00 között, pénteken és szombaton 19:00-ig közlekedtek.